# Patrick Owomoyela
Patrick Owomoyela (Hamburg, 5 november 1979) is een Duits voormalig betaald voetballer met een Nigeriaanse vader en een Duitse moeder. Hij speelde bij voorkeur in de verdediging. Owomoyela kwam tussen 2000 en 2014 onder andere uit voor Arminia Bielefeld, Werder Bremen en Borussia Dortmund. Van 2004 tot en met 2006 speelde hij elf interlands voor het Duits voetbalelftal.

## Clubcarrière
Owomoyela begon met voetballen bij de Duitse voetbalclub Lüneburger SK. Voordat hij hier begon, speelde hij zowel voetbal als basketbal. Later gaf hij bij tijd en wijle commentaar bij op televisie uitgezonden NBA-basketbalwedstrijden. In 2001 werd Owomoyela gekocht door VfL Osnabrück. Hier speelde hij één seizoen, waarin hij 33 wedstrijden speelde en één keer scoorde. Het seizoen erop kwam hij uit voor SC Paderborn 07. Hiervoor speelde hij in één seizoen 22 wedstrijden en scoorde hij vier keer. Owomoyela werd in 2003 gekocht door Arminia Bielefeld, waarvoor hij twee seizoenen actief bleef. Hij speelde hierin 66 wedstrijden en scoorde acht keer. Tijdens zijn periode bij Bielefeld werd hij voor het eerst opgeroepen voor het Duitse nationale elftal. In 2005 werd Owomoyela gekocht door Werder Bremen. Hiervoor speelde hij drie seizoenen, waarop hij in 2008 een driejarig contract tekende bij Borussia Dortmund. Vijf jaar later verliet hij de club. Na een half jaar clubloos geweest te zijn sloot hij zich aan bij Hamburger SV waar hij in het tweede elftal werd opgenomen.

## Interlandcarrière
In 2004 werd Owomoyela voor het eerst opgeroepen voor het Duits voetbalelftal. Alhoewel ook Nigeria hem in de nationale selectie wilde, koos hij voor Duitsland. Hij maakte op 16 december datzelfde jaar in Yokohama zijn debuut tegen Japan. Owomoyela viel af voor de selectie die meeging naar het WK 2006 in eigen land, ten faveure van Arne Friedrich.

## Erelijst
Borussia Dortmund
- Duits landskampioen

2011, 2012
- DFB-Pokal

2012
1 Kahn ·
2 Hinkel ·
3 Friedrich ·
4 Huth ·
5 Owomoyela ·
6 Engelhardt ·
7 Schweinsteiger ·
8 Frings ·
9 Hanke ·
10 Deisler ·
11 Brdarić ·
12 Lehmann ·
13 Ballack  ·
14 Asamoah ·
15 Ernst ·
16 Hitzlsperger ·
17 Mertesacker ·
18 Borowski ·
19 Schneider ·
20 Podolski ·
21 Schulz ·
22 Kurányi ·
23 Hildebrand ·
Coach: Klinsmann